# Mord w Horeszkowicach
Mord w Horeszkowicach – zbrodnia rabunkowa na ośmioosobowej polskiej rodzinie przesiedleńców zza Bugu zakwaterowanej w poukraińskim gospodarstwie popełniona przez oddział Narodowych Sił Zbrojnych we wsi Horeszkowice 13 kwietnia 1945 roku.
Mariusz Zajączkowski zakłada prawdopodobieństwo, iż motywem zbrodni była chęć objęcia przez jednego z partyzantów, Józefa Skoczylasa, gospodarstwa po zamordowanych chłopach ukraińskich. Według Zajączkowskiego sprawcą mordu był oddział Pogotowia Akcji Specjalnej NSZ pod dowództwem „Sokoła” chociaż niektóre źródła wskazują na odpowiedzialność oddziału „Romana”.
Według donosu informatora Urzędu Bezpieczeństwa ps. „Faraon”, który przytacza historyk wśród ofiar była kobieta w ciąży, która po zabiciu pozostałych jeszcze dawała oznaki życia i została zakopana żywcem.